# Alain de Bie
Alain Milan de Bie (Gouda, 20 januari 1993) is een Nederlandse supermotocoureur.

## Privé
Alain de Bie werd in 1993 geboren te Gouda. Hij heeft één broer, die ook aan supermoto doet. De Bie woont anno 2018 in Bergambacht.

## Carrière
In 2016 heeft De Bie met een KTM SMR-450 (2014) zijn debuut gemaakt in de supermoto BeNeCup nationale-klasse. Door een crash heeft hij deze niet afgemaakt. In 2017 werd De Bie Nederlands kampioen.

## Resultaten
- 10e op Master of Supermoto 2016 (knockout)
- 3e Nationale A-group Lelystad 2017
- 10e Nationale A-group stratencircuit Enter 2017
- 17e Master of Supermoto 2017 (knockout)
  - Cruciaal bij deze race was het finishen voor of direct achter Sebastian Roemendael. Toen hij door Wouter Straver van zijn motor werd afgereden, leek dit onmogelijk. Desondanks is De Bie ~0,1 seconde achter Roemendael gefinisht, waardoor hij relatief weinig punten heeft verloren en hij toch Nederlands kampioen werd.
- In 2017 werd De Bie 12e in het BeNeCup Nationale eindklassement en 1e in het BeNeCup Nederlandse eindklassement.
- In 2018 werd De Bie gepromoveerd naar de Euro-klasse, wegens de overwinning op het Nederlands Kampioenschap.
- 7e EURO BeNeCup KNMV Nederlands Kampioenschap Midlandcircuit Lelystad 2018[noot 1]
- 4e EURO BeNeCup KNMV Nederlands Kampioenschap Kartcircuit Berghem 2018
- 3e EURO BeNeCup KNMV Nederlands Kampioenschap Stratencircuit Enter 2018
- 8e EURO BeNeCup KNMV Nederlands Kampioenschap Stratencircuit Den Dungen
- 3e EURO BeNeCup Euro-klasse Nederlands Kampioenschap Midlandcircuit Lelystad 2018 (1e KNMV)
- In 2018 werd De Bie 10e in het BeNeCup Euro eindklassement en 4e in het BeNeCup Nederlandse eindklassement.